# كوري بروكتر
كوري بروكتر (بالإنجليزية: Cory Procter)‏ هو لاعب كرة قدم أمريكية أمريكي، ولد في 18 أكتوبر 1982 في غيغ هاربور في الولايات المتحدة.

## وصلات خارجية
- كوري بروكتر على موقع مرجع كرة القدم المحترفة.كوم (الإنجليزية)